# Hanswilhelm Haefs
Hanswilhelm Haefs (* 11. November 1935 in Berlin; † 24. Februar 2015 in St. Vith) war ein deutscher Publizist, Übersetzer und Forscher.

## Leben
Hanswilhelm Haefs ist der ältere Bruder von Gisbert Haefs und Gabriele Haefs sowie ein Vetter des Germanisten Wilhelm Haefs. 1945 floh seine Mutter mit ihm nach Wachtendonk, von wo aus er bis 1953 auf das Gymnasium Thomaeum in Kempen ging. Dann zog die Familie nach Bad Godesberg, wo er bis zum Abitur das Aloisiuskolleg besuchte. In den Jahren 1955–1958 studierte er in Bonn, Zagreb und Madrid Slawistik, Allgemeine und Angewandte Sprachwissenschaft, Völkerkunde und Vergleichende Religionswissenschaft.
1958 trat Haefs in die Redaktion des Siegler-Verlags in Königswinter ein, wo er bis 1964 als Redakteur, von 1964 bis 1980 als Chefredakteur für die wöchentliche Dokumentation aus Politik und Wirtschaft Archiv der Gegenwart, sowie für die Zeitschriften Weltgeschehen und Europaforum arbeitete. Er betreute die Dokumentation der Deutschlandfrage und die Dokumentation zu Abrüstung und Sicherheit bis zu ihrem Abschluss 1983.
Ab 1958 erschienen die Auflagen 3 bis 12 von Politische, wirtschaftliche, militärische Zusammenschlüsse und Pakte der Welt, wobei jede Auflage von Haefs völlig überarbeitet und erheblich erweitert wurde. Von 1961 bis 1964 stellte er jeweils jährlich die Chronik des vergangenen Jahrs zusammen, die dann eingestellt und durch die von 1964 bis 1979 erscheinenden Vierteljahreshefte Weltgeschehen – Dokumentarische Berichte für Unterricht und Studium abgelöst wurde. Ferner veröffentlichte er regelmäßig im Welt-Forum.
Ab 1980 lebte Haefs als freier Publizist und Übersetzer. Von 1980 bis 1985 gab er den Fischer Weltalmanach heraus. Zahlreiche Reisen führten ihn in nahezu alle europäischen Länder westlich der Sowjetunion; Kanada und die USA mit Mexiko; Israel, die arabischen Golfstaaten, Indien, China. Er veröffentlichte Hunderte von Zeitungs- und Zeitschriftenartikeln, zum Beispiel in Sprachforum – Zeitschrift für angewandte Sprachwissenschaft, Innere Kolonisation, Vorwärts, Das Parlament. 1975 wurde er aufgrund seiner China-Berichte im Archiv der Gegenwart eingeladen, der Deutschen China-Gesellschaft beizutreten. Er veröffentlichte dort Beiträge über Meldungen der chinesischen Tagespresse beziehungsweise von chinesischen Zeitschriften und Publikationen. 1984 wurde er Mitglied der Karl-May-Gesellschaft, in der er ebenfalls zahlreiche Beiträge veröffentlichte.
Aus ungezählten Lesefrüchten aus ca. 30 Jahren entstand dann das Handbuch des nutzlosen Wissens, das in 5 Bänden erschien, von denen Band 1 bereits 18 Auflagen erreichte. 1945 begann Haefs, Ortsnamen zu sammeln als „Taufurkunden der Orte“, und 1948 auch deren Deutungen als „Übersetzungen der ältesten Berichte über Gründer und Gründerzeit, Gründerrechte und Gründungszwecke“. Die Beschäftigung mit Ortsnamen und ihrer Deutung im Sinne einer Siedel- wie Besiedlungsgeschichte führte einerseits zum Handbuch deutschsprachiger Ortsnamen in den Grenzen des Alten Reichs von ca. 1300, und andererseits zu einer Reihe von Bänden mit den Ortsnamen der Region, ferner zu einer Reihe völkerkundlicher Studien.
Hanswilhelm Haefs wohnte zu Anfang der 1990er Jahre im Eifelweg in Ramscheid in der Eifel, danach zog er nach Atzerath, einer Ortschaft in der deutschsprachigen Gemeinschaft Ost-Belgiens.

## Kritik an der Übersetzertätigkeit

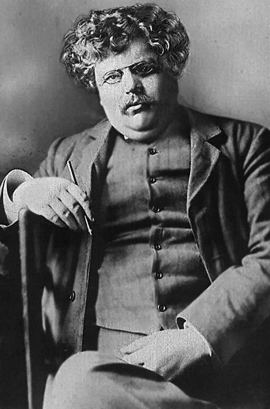
Haefs übersetzte alle Father-Brown-Geschichten Gilbert Keith Chestertons.

Der unerwartet große Erfolg von Haefs’ deutscher Übersetzung des Romans Lemprière’s Wörterbuch von Lawrence Norfolk veranlasste im Dezember 1992 elf Übersetzer, einen offenen Brief an den Knaus Verlag zu richten, in dem sie Haefs Unkenntnis sowohl der englischen als auch der deutschen Sprache und dem Verlag Betrug am Publikum vorwarfen. Mit dem sogenannten „Übersetzerstreit“ befassten sich zahlreiche Rezensenten in diversen Periodika.
Haefs sonstige Übersetzungen (z. B. die Chesterton-Übertragungen der Father-Brown-Geschichten) wurden nicht beanstandet.

## Werke

### Übersetzungen
- William Lloyd Stearman: Die Sowjetunion und Österreich 1945–1955. Ein Beispiel für die Sowjetpolitik gegenüber dem Westen. A. d. Engl. Siegler. Bonn/Wien/Zürich 1962.
- Joseph Needham: Chinas Bedeutung für die Zukunft der westlichen Welt. Aus d. Engl. (zus. m. Doris Breuer). Dt. China-Ges. e. V. Köln 1977.
- Donald Jackson: Alphabet. Die Geschichte vom Schreiben. A. d. Engl. Krüger. Frankfurt/M. 1981. ISBN 3-8105-0903-5.
- Pete Wolf: Karl May in „Ost“ und „West“. Zur May-Rezeption in CSSR, Ungarn, Polen und anderen Ländern. A. d. Engl. u. mit Anm. und Anh. v. H. Haefs. Karl-May-Gesellschaft. Berlin 1988.
- Anne-Marie Le Gloannec: Die deutsch-deutsche Nation. Anmerkungen zu einer revolutionären Entwicklung. A. d. Franz. printul. München 1991. ISBN 3-925575-23-5.
- Gilbert K. Chesterton: Father Brown’s Einfalt. Zwölf Geschichten. A. d. Engl. Haffmans. Zürich 1991. ISBN 3-251-20116-6.
- Gilbert K. Chesterton: Father Brown’s Weisheit. Zwölf Geschichten. A. d. Engl. Haffmans. Zürich 1991. ISBN 3-251-20109-3.
- Gilbert K. Chesterton: Father Brown’s Ungläubigkeit. Acht Geschichten. Haffmans. A. d. Engl. Zürich 1991. ISBN 3-251-20117-4.
- Lawrence Norfolk: Lemprière’s Wörterbuch. Roman. A. d. Engl. u. mit Anm. von H. Haefs. Knaus. München 1992. ISBN 3-8135-1046-8.
- Robert Harris: Vaterland. Thriller. A. d. Engl. Haffmans. Zürich 1992. ISBN 3-251-00209-0.
- Gilbert K. Chesterton: Father Brown’s Geheimnis. Zehn Geschichten. A. d. Engl. Haffmans. Zürich 1992. ISBN 3-251-20118-2.
- Gilbert K. Chesterton: Father Brown’s Skandal. Zehn Geschichten. A. d. Engl. Haffmans. Zürich 1993. ISBN 3-251-20109-3.
- Vladimir Nabokov: König Dame Bube. Roman. A. d. Engl. Rowohlt. Reinbek bei Hamburg 1994. ISBN 3-499-13409-8.
- Ross King: Die Masken des Domino. Roman. A. d. Engl. Knaus. Berlin/München 1996. ISBN 3-8135-2711-5.

### Ortsnamen- und völkerkundliche Studien
- Ortsnamen und Ortsgeschichten aus der Rhön und dem Fuldaer Land. Rhön-Verlag. Hünfeld 2001. ISBN 3-931796-99-X.
- Ortsnamen und Ortsgeschichten in Schleswig-Holstein. Books on Demand GmbH. Norderstedt 2004. ISBN 3-8334-0509-0.
- Thidrekssaga und Nibelungenlied. Vergleichende Studien. Thidrekssaga-Forum. Bonn. Books on Demand GmbH. Norderstedt 2004. ISBN 3-8334-1544-4.
- Ortsnamen und Ortsgeschichten auf Rügen mitsamt Hiddensee und Mönchgut. Books on Demand. Norderstedt 2005. ISBN 3-8330-0845-8.
- Die neolithische Wiege der abendländischen Kultur in Bulgarien. Die Nekropole und der Goldschatz von Warna. Die keramische Chronik... Unter Mitarb. v. Kalojan Nedeltscheff. Books on Demand GmbH. Norderstedt 2005. ISBN 3-8334-0563-5.
- Handbuch zur Kunde deutschsprachiger Ortsnamen von Dörfern und Städten und Flüssen, Bergen und Landschaften innerhalb der Grenzen des Alten Reichs von 1300. Die geschichtliche Entwicklung dieser Wissenschaft... Books on Demand GmbH. Norderstedt 2006. ISBN 3-8334-4862-8.
- Siedlungsnamen und Ortsgeschichten aus Bremen. Anmerkungen zur Geschichte von Hafenstadt und Bundesland Bremen sowie des Erzbistums einschließlich Holler-Kolonieen. Books on Demand GmbH. Norderstedt 2006. ISBN 3-8334-2313-7.
- Moai und rongorongo auf Rapa Nui. Wie aus dem polynesischen Rapa Nui die abendländische „Osterinsel“ wurde und wie die Rongo-Rongo-Schrift entstand. Books on Demand GmbH. Norderstedt 2006. ISBN 3-8334-2337-4.
- Um Troja schlugen sich auch Thraker. Entwurf einer thrakischen Geschichte. Norderstedt 2007. ISBN 978-3-8334-2321-5.

### Sonstige Werke
- Die Zusammenschlüsse und Pakte der Welt auf politischem, militärischem und wirtschaftlichem Gebiet. Zus. m. Heinrich von Siegler. Verlag für Zeitarchive Siegler. Bonn/Wien/Zürich 1960.
- Die Ereignisse in der Tschechoslowakei. Vom 26.06.1967–18.10.1968. Ein dokumentarischer Bericht. Siegler. Bonn/Wien/Zürich 1969.
- Dokumentation zur Deutschlandfrage. Bd. 11 (Registerband. Hrsg.) Siegler, Verlag für Zeitarchive. Sankt Augustin 1979. ISBN 3-87748-311-9.
- Das Handbuch des nutzlosen Wissens. Teil 1. Dt. Taschenbuch-Verlag. München 1989. ISBN 3-423-11138-0.
- Karl Mays „Waldläufer“. Spurensuche in Mexiko. Karl-May-Gesellschaft. Berlin 1989.
- Das Handbuch des nutzlosen Wissens. Teil 2. Mit sieben unordentlichen Apropos. Dt. Taschenbuch-Verlag. München 1991, ISBN 3-423-11453-3.
- Handboek van nutteloze kennis. (Übers. v. Sabine Cartens) Uitg. BZZTôH. 's-Gravenhage 1993. ISBN 90-6291-778-X.
- Das Handbuch des nutzlosen Wissens. Teil 3. Vom Stoff, aus dem gedichtet wird. Dt. Taschenbuch-Verlag. München 1994 ISBN 3-423-11957-8.
- Das ultimative Handbuch des nutzlosen Wissens. Dt. Taschenbuch-Verl. München 1998. ISBN 3-423-20206-8.
- dito. (Japanische Übersetzung). Tokyo 2000. ISBN 4-08-760371-7.
- Neues nutzloses Wissen für die Westentasche, zunebst der Geschichte vom Vampir Graf Dracula. Mit Zeichn. von Gottfried Müller. Sanssouci, Zürich 2001. ISBN 3-7254-1222-7.
- Das Klassenbuch. Vom Weg der ersten Nachkriegs-Sexta von 1946 zum Goldenen Abitur 2005. Wie aus der OIB... (Hg.) Books on Demand GmbH. Norderstedt 2006. ISBN 3-8334-2344-7.
- Ostfriesland. Anmerkungen zur Geschichte durch Berichte über die politische Entwicklung der Friesen, ihrer Häuptlinge, die 6 Landschaften wie Reiderland, Saterland, Wursterland, sowie Sitten wie das Teetrinken; die Landgewinnung von Meer und Moor; die ostfriesischen Inseln, Ortsnamen und Ortsgeschichten. Books on Demand, Norderstedt 2013, ISBN 978-3-8334-2384-0.

## Notizen
1. ↑  Liste der Kritiken an der Übersetzung im Lemma Lawrence Norfolk

| Personendaten    | Personendaten                                |
| ---------------- | -------------------------------------------- |
| NAME             | Haefs, Hanswilhelm                           |
| KURZBESCHREIBUNG | deutscher Publizist, Übersetzer und Forscher |
| GEBURTSDATUM     | 11. November 1935                            |
| GEBURTSORT       | Berlin                                       |
| STERBEDATUM      | 24. Februar 2015                             |
| STERBEORT        | St. Vith                                     |